# Dystinct
Dystinct, de son vrai nom Iliass Mansouri (en arabe : الياس المنصوري), né le 9 septembre 1998 à Mortsel (Belgique), est un chanteur, auteur-compositeur-interprète et producteur belgo-marocain.
Lorsqu'il a dix-huit ans, il s'installe à Amsterdam et fait son entrée sur la scène du rap néerlandais en signant au label Avalon Music en 2019. Il sort par la même occasion le tube Ya La Laa qui atteint les 50 millions de vues. Il fait aujourd'hui partie des chanteurs les plus influents dans le monde du Maghreb. Sortant son premier album Mon Voyage en 2021, chantant principalement en néerlandais, il convertit sa musique en langage arabe marocain, sort le tube Ghazali en 2022 et sort son deuxième album en 2023 intitulé Layali.
Sur un style de musique mélangeant raï, afrobeat et pop-rap, il se base sur son multilinguisme, néerlandais, anglais, français et le dialecte marocain, pour l'écriture de ses morceaux. Il s'exprime toutefois en anglais avec son public francophone.
En 2023, il fait sa première tournée internationale en parcourant le Canada, l'Allemagne, les Émirats arabes unis, la Tunisie et le Maroc, son pays d'origine dans lequel il atteint un flux de 250 000 spectateurs présents à Tétouan. En 2024, il continue avec des tournées aux Pays-Bas, au Liban, au Canada, et aux États-Unis.

## Biographie

### Enfance et débuts (1998-2018)
Iliass Mansouri naît à Mortsel dans la province d'Anvers en Belgique néerlandophone au sein d'une famille marocaine. Il grandit dans le quartier de Zurenborg à Anvers. Il possède à côté de la nationalité belge, également la nationalité marocaine,,,,,,. Durant sa jeunesse, il joue au football à la Dageraadplaats près de son quartier à Bornem. Plus tard, il suit les pas de son père qui était chanteur, délaisse sa passion de football et s'oriente vers la production de musique avant de commencer à chanter à l'âge de quatorze ans,. ll commence à développer son art par des reprises en anglais, puis à composer en néerlandais. Néanmoins, il n'hésite pas à coupler les langues, entrent-elles. Lorsqu'il a dix-huit ans, alors que sa famille déménage à Molenbeek-Saint-Jean dans le quartier d'Étangs Noirs, Dystinct s'installe à Amsterdam aux Pays-Bas en signant son premier contrat dans la maison de disque Avalon Music et commence à collaborer avec plusieurs artistes néerlandais.
Il enchaîne les jobs : conseiller téléphonique en centre d'appel à comptables et case coudeur[Quoi ?]. Iliass négocie avec sa mère pour qu'elle lui accorde une année sabbatique après l'obtention de son bachelier. Le deal est de se mettre à fond dans la musique pendant un an. En cas de non-réussit, il promettait de retourner étudier. Ayant un contrat avec Avalon Music, Dystinct sort ses premières musiques qu'il chante en néerlandais sous forme audio dont le titre Panamera. Il sort également ses premiers clips intitulés No Ring Ring ainsi qu'un deuxième son intitulé Zina qu'il chante en collaboration avec l'artiste marocain Chawki. Ayant pour but également de populariser son nom sur la scène du Benelux et du Maghreb, Dystinct fait rapidement ses premières collaborations internationales, notamment en 2018 avec le chanteur français Franglish pour un titre de son album intitulé Que Pasa.

### Carrière musicale

#### Premier projet:Mon Voyage(2018-2021)
Influencé par la culture pop de la musique et la culture allochtone de musique néerlandaise, Dystinct adopte le nom Mon Voyage pour son premier album studio avec pour but de « raconter mon chemin, mon parcours dans la musique », dit-il dans une interview avec la presse belge. Dans cet album figurent deux artistes néerlandais (3robi et Chivv), deux artistes marocains (Chawki et Inkonnu), un artiste français (Souf), un artiste allemand (Ardian Bujupi) et un artiste belge francophone (Tawsen).
Sortant son album le 9 juillet 2021, il bat le record des albums les plus achetés au Maroc en 2021.

#### Succès international avecGhazali(2021-2022)
En studio en début d'année 2021, Dystinct enregistre le morceau Ghazali (en français : ma beauté) en collaboration avec le rappeur belge Bryan Mg. Le morceau est produit par le duo néerlandais YAM et Unleaded qui font également partie du label Avalon Music. Ne prévoyant pas de sortir le son à la suite du fait qu'il s'agit d'un style de musique différent de ce qu'il produit régulièrement, il est motivé et poussé par ses producteurs et son manager, finissant par sortir le son en le clippant à Monaco avec Bryan Mg. Il explique : « J’avais d’autres chansons dans mon agenda de sortie et "Ghazali", que je chante en dialecte marocain avec un rap en français, était un style différent. Je leur répondais : "Pas tout de suite, pas tout de suite !" Mais ils m’ont convaincu. J’ai dit qu’on verrait ce que ça donne. Elle est donc sortie un peu avant la Coupe du monde 2022. Et la suite est devenue de l’histoire. Au final, cela montre que je ne dois pas être trop têtu ! ».
Publié sur YouTube le 3 juin 2022, le tube Ghazali bat les record de la musique avec le plus de stream en Belgique, avant que cela prenne également au Maroc et les autres pays du Maghreb. Ghazali raconte l'histoire d'un jeune homme tombé fortement sous le charme d'une femme. Pendant que Dystinct chante en arabe marocain, la partie de Bryan Mg est chantée en français, bien que le rappeur belge soit principalement néerlandophone. La musique est bercée par une mélodie de guitare influencée par un rythme de pop-raï.
En novembre, Dystinct reçoit des tickets gratuits pour se rendre avec son manager rejoindre l'événement de la Coupe du monde 2022 au Qatar grâce à Ilias Chair, son ami footballeur de l'équipe du Maroc et également originaire d'Anvers.
Lors du parcours du Maroc en Coupe du monde 2022 au Qatar, les joueurs marocains rendent hommage à Dystinct en célébrant leurs victoires avec le titre Ghazali après les matchs grâce au footballeur Abdelhamid Sabiri, qui est un ami de Dystinct, lui permettant ainsi de gagner en popularité dans le monde arabe. Dystinct déclare plus tard à la presse belge : « Que ma chanson soit reprise par les joueurs de foot du Maroc, c’était complètement fou. Le succès de 'Ghazali', pour moi, était totalement inattendu. ».

#### Deuxième projet:Layali(depuis 2023)
Le 5 mai 2023, il apparaît pour la première fois dans l'émission Planète Rap de Skyrock, invité par la chanteuse Lynda, pour chanter le tube Ghazali et l'exclusivité Tek Tek[source insuffisante]. Ces deux morceaux figurent sur son prochain album intitulé Layali (en français : la nuit), qu'il prévoit pour le vendredi 9 juin 2023. Parmi les morceaux figure également le plus grand tube de l'album, Tek Tek, en collaboration avec MHD et qui connait un grand buzz sur le réseau social TikTok,,,.
Il réalise un album multilingue et multiculturel ayant pour but de rassembler les différentes nationalités, qu'elles soient allochtones comme autochtones à travers l'Europe. Il publie le clip Ku Je Ti le 26 mai 2023 sur YouTube en collaborant avec le rappeur suédois Ricky Rich et la chanteuse kosovare Dafina Zeqiri. Dans le clip apparaissent plusieurs drapeaux du monde en arrière-plan d'une danse culturelle albano-kosovare. Il déclare dans une interview à propos de ce tube : « Je trouve cela passionnant de combiner les univers musicaux et que chacun puisse présenter l’univers de l’autre à son propre public. ». Le 2 juin, il publie le clip Business en collaboration avec le chanteur Naza,.
Le 10 juin 2023, il est invité par le bourgmestre de la ville de Bruxelles, Philippe Close, dans la maison de la ville pour une visite spéciale et exclusive en hommage au chanteur.
Le 16 décembre 2024, il est invité au Palais des congrès de Marrakech à l'occasion de l'événement sportif CAF Awards, chantant des parties des morceaux Ghazali et Tek Tek.

## Discographie

### Singles
- 2017 : Panamera
- 2017 : No Ring Ring
- 2017 : Zina (feat. Chawki)
- 2017 : Pablo
- 2017 : Wat Je Wilt
- 2018 : Que Pasa (feat. Franglish)
- 2018 : Vervloekt
- 2019 : Chicha del Ghetto
- 2019 : Ya La Laa
- 2019 : Boussa
- 2020 : BLESSING
- 2020 : Malika
- 2020 : Awaa
- 2021 : Habiba (feat. Tawsen)
- 2021 : Alleen (feat. Ardian Bujupi)
- 2021 : Nada Nada
- 2021 : Ya Dellali (feat. Bryan Mg)
- 2021 : Fini
- 2022 : Niye (feat. Ali471)
- 2022 : Ghazali (feat. Bryan Mg)
- 2022 : Omri (feat. Kouz1)
- 2023 : Tek Tek (feat. MHD)
- 2023 : Ku Je Ti (feat. Ricky Rich & Dafina Zeqiri)
- 2023 : Business (feat. Naza)
- 2023 : La
- 2024 : Wala 5, 7, 10
- 2024 : Salam
- 2024 : Pas comme ça (feat. Dadju)
- 2024 : Mazal (feat. Dadju)
- 2025 : Boss (feat. Werenoi)
- 2025 : Ya Baba (feat. French Montana)
- 2025 : RS6 (feat. Morad)
- 2025 : Princessa (feat. Jul)

### Featurings
- 2017 : Kabhi de F1rstman et Dystinct
- 2018 : Daba Daba de Oualid et Dystinct
- 2018 : Alé Vamos de Chawki et Dystinct
- 2018 : Real Thing de Quesswho et Dystinct
- 2019 : Mal A La Tête de Bryan Mg et Dystinct
- 2019 : Sensiz de Emil Rosé et Dystinct
- 2019 : Passer passer de DJ Hamida, Dystinct et CHK
- 2020 : Choqué de GLK et Dystinct
- 2020 : Problematik de TiiwTiiw et Dystinct
- 2020 : Latino Gang de DJ Hamida et Dystinct
- 2020 : Fidèle de Maestro et Dystinct
- 2021 : Oh Bébé de DJ Sem et Dystinct
- 2021 : Real Love d'Architrackz et Dystinct
- 2021 : Dommage de Driks et Dystinct
- 2021 : Démarre de 3robi et Dystinct
- 2021 : Mehbooba de F1rstman et Dystinct
- 2022 : Diamant de DJ Sem et Dystinct
- 2022 : Bebegim d'Ali471 et Dystinct
- 2022 : Ik Hoor Je de ICE et Dystinct, Ashafar, YAM
- 2023 : Alone de Makar et Dystinct
- 2023 : Darba 9adiya de Moha K, Dystinct et YAMRessources relatives à la musique :   - Discogs
  - MusicBrainz
- 2023 : Y Dor de Soolking et Dystinct
- 2023 : Ça c'est bien de Franglish et Dystinct
- 2024 : Spider de Gims et Dystinct
- 2024 : Oh qu'elle est belle de Jul et Dystinct
- 2024 : Dumlla Dumlla de Dafina Zeqiri et Dystinct
- 2024 : Si No Eres Tu de Rvfv et Dystinct
- 2024 : Dayanamam Tu d'Emil Rosé et Dystinct
- 2024 : LUJ de Butrint Imeri et Dystinct

## Récompenses
- 2023 : Vainqueur Trace Awards du meilleur artiste nord-africain[26],[27]
- 2023 : Nommé au NRJ Music Awards 2023 pour le prix de la révélation belge de l'année[28]
- 2024 : Vainqueur du titre du meilleur artiste de l'année d'Afrique du Nord par Billboard Arabia Music Awards à Riyad[29],[30]
- 2024 : Vainqueur du titre du meilleur artiste masculin d'Afrique du Nord au Billboard Arabia Music Awards à Riyad[29],[30]
- 2024 : Vainqueur du trophée du meilleur album de l'année FunX avec "Layali"[31]
- 2025: Forbes 30 Under 30 Europe dans la catégorie Entertainment[32]